# Yerida
Yerida este numele procesului modern de emigrare a evreilor din Israel. Este opusul procesului numit Aliya. Cauzele principale ale procesului de emigrare sunt conflictul israelian-palestinian, deziluzia privind societatea israeliană, antisionismul sau pur și simplu căutarea unui trai mai bun.
Majoritatea sioniștilor critică actul de yerida, considerând a fi derogatoriu pentru evreii israelieni.

## Yerida și comunitatea evreiască din România
Până pe la sfârșitul anilor 1990, majoritatea evreilor români au emigrat în Israel, comunitatea locală diminuându-se considerabil. Cu toate acestea, o dată cu începutul secolului al XXI-lea, un număr considerabil de evrei israelieni - majoritatea oameni de afaceri - au ales să se stabilească în România. În 2017 peste 3.000 de oameni născuți în Israel locuiau în România. De asemenea, anual, zeci de evrei români din Israel și descendenții lor decid să se stabilească în România.